# Cubo de Benavente (kommunhuvudort)
Cubo de Benavente är en kommunhuvudort i Spanien.   Den ligger i provinsen Provincia de Zamora och regionen Kastilien och Leon, i den nordvästra delen av landet, 280 km nordväst om huvudstaden Madrid. Cubo de Benavente ligger 813 meter över havet och antalet invånare är 153.
Terrängen runt Cubo de Benavente är huvudsakligen platt, men åt nordväst är den kuperad. Runt Cubo de Benavente är det glesbefolkat, med 9 invånare per kvadratkilometer. Närmaste större samhälle är Castrocontrigo, 6,9 km norr om Cubo de Benavente. 